# コンクール・デレガンス
コンクール・デレガンス（Concours d’Elegance）は、世界各国のあらゆる組織・団体によって開催されている、主に「優雅さ」と「美しさ」に基づいて自動車やその他の車両を審査する、公開の展示会や競技会の総称である。本項では、自動車を対象とした展示会・競技会について詳述する。
フランス語であるConcours d’élégance（英語圏ではConcours d’Elegance。カナ表記:コンクール・デレガンス、或いはコンコース・デレガンス）のほかに、イタリア語のConcorso d’Eleganza（カナ表記:コンコルソ・デレガンツァ）、フランス語と英語を織り交ぜたConcours of Elegance（カナ表記:コンクール・オブ・エレガンス）などが同義語として使用されている（日本のミニ四駆の世界では「コンデレ」とも略される）。

世界各国のコンクール・デレガンス
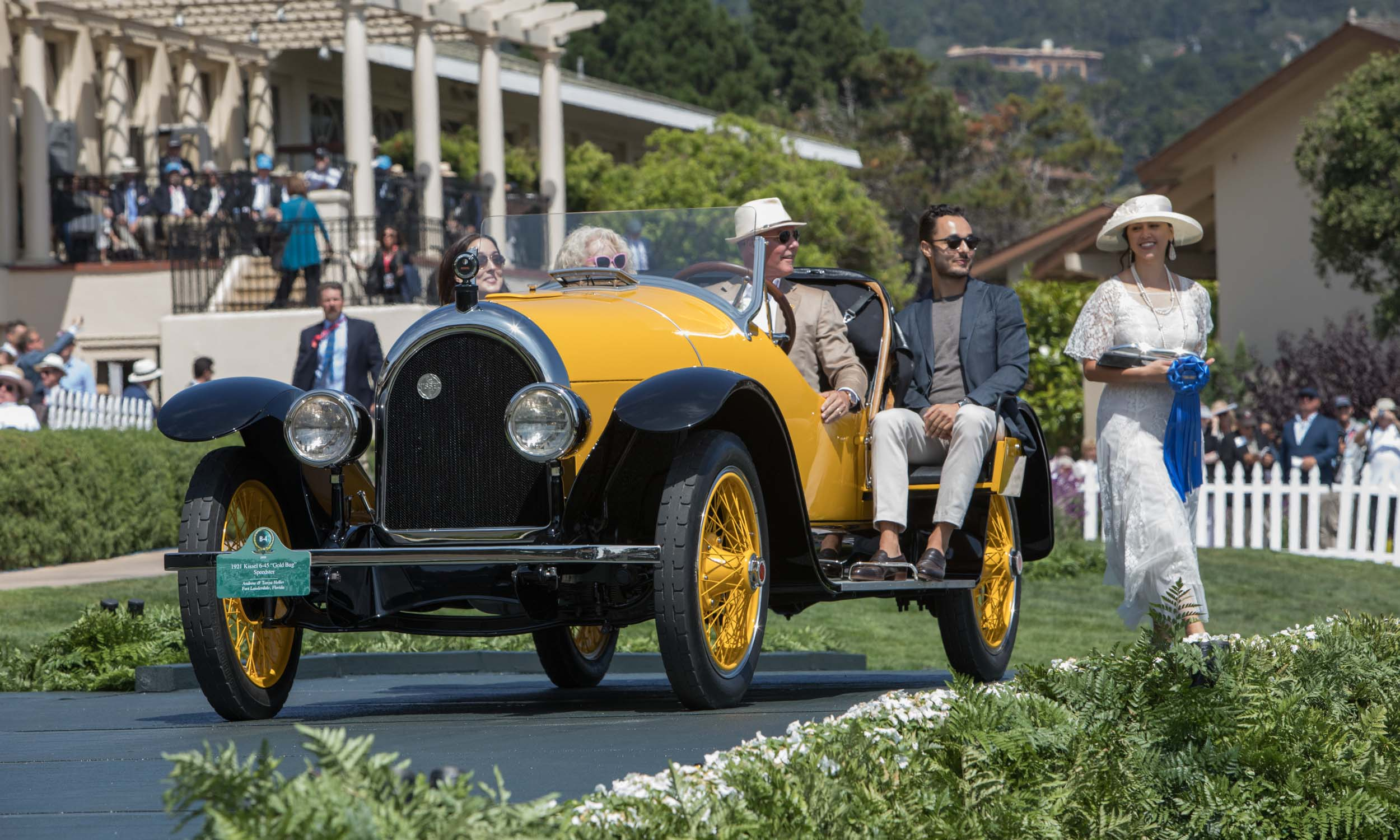
ペブルビーチ・コンクール・デレガンス2018
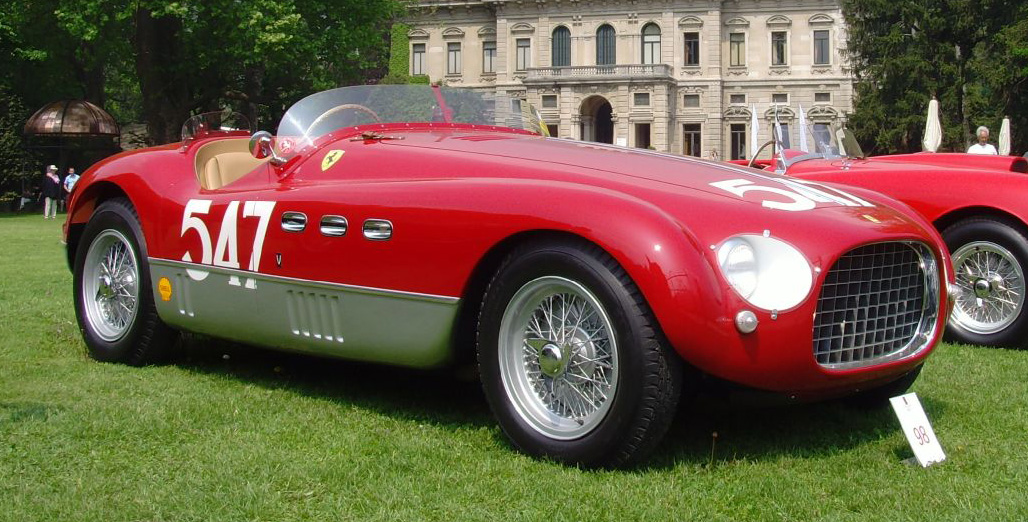
コンコルソ・デレガンツァ・ヴィラ・デステ2007
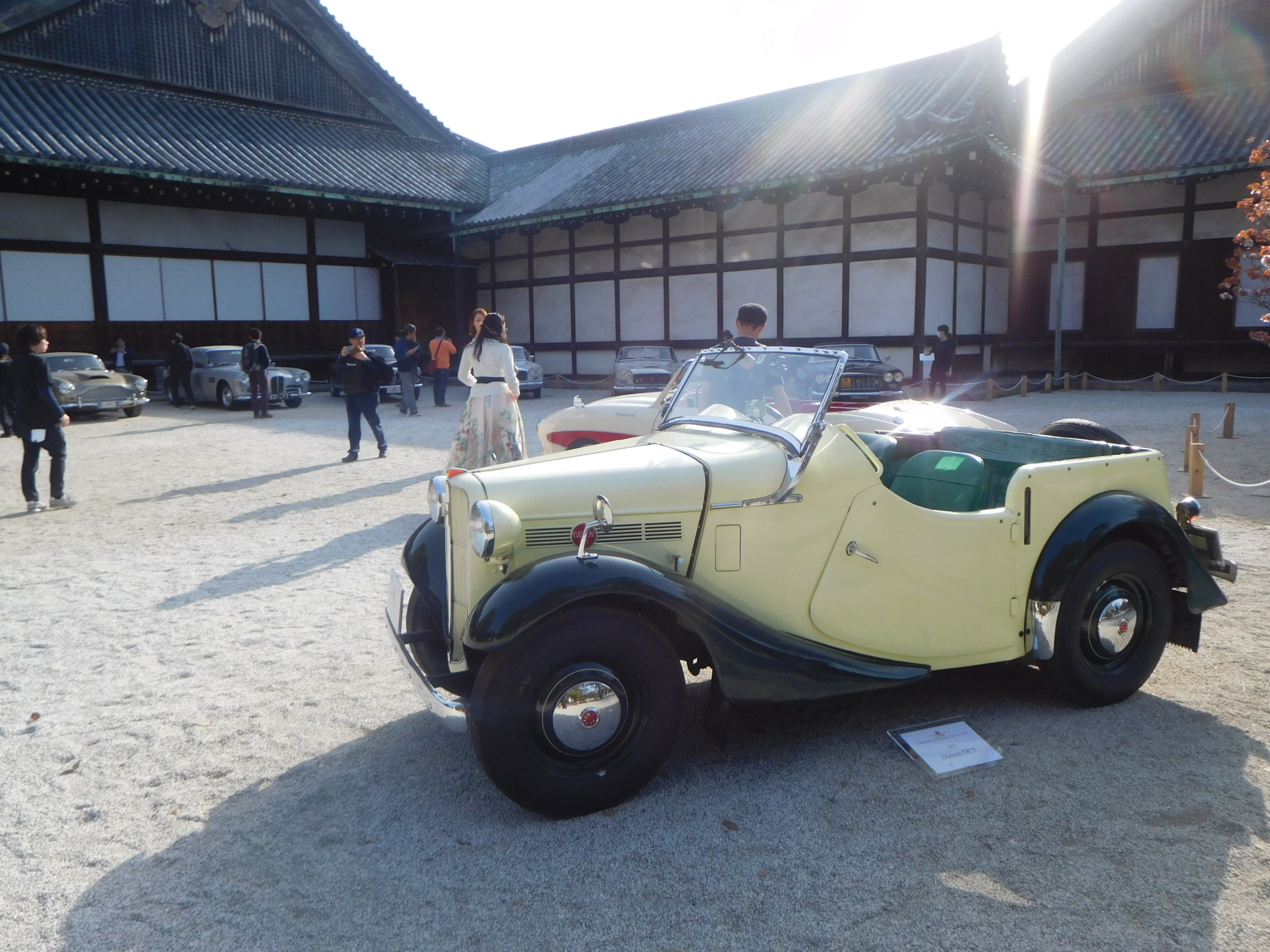
コンコルソ・デレガンツァ・京都2018
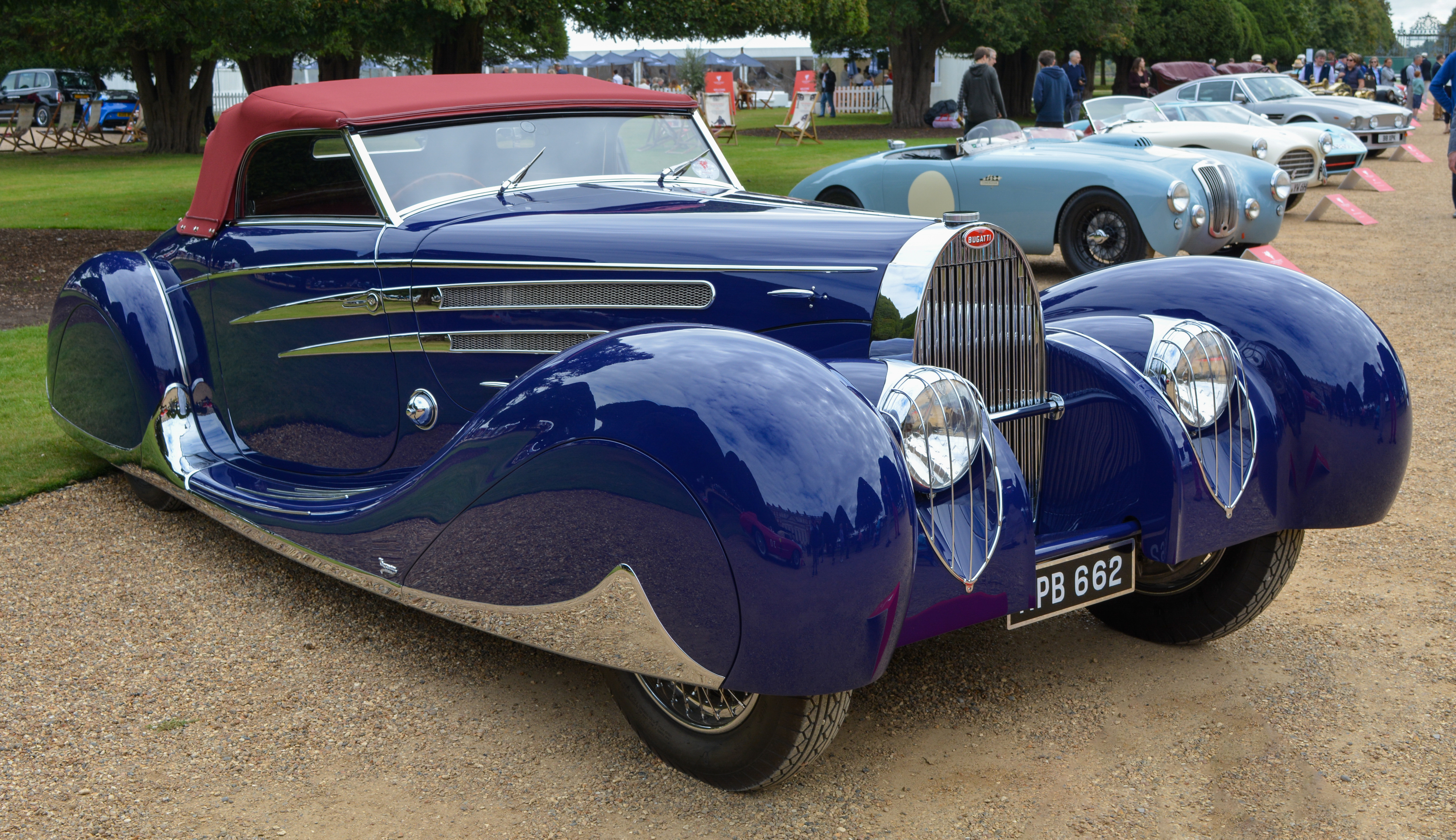
コンクール・オブ・エレガンス・ハンプトンコート宮殿2019
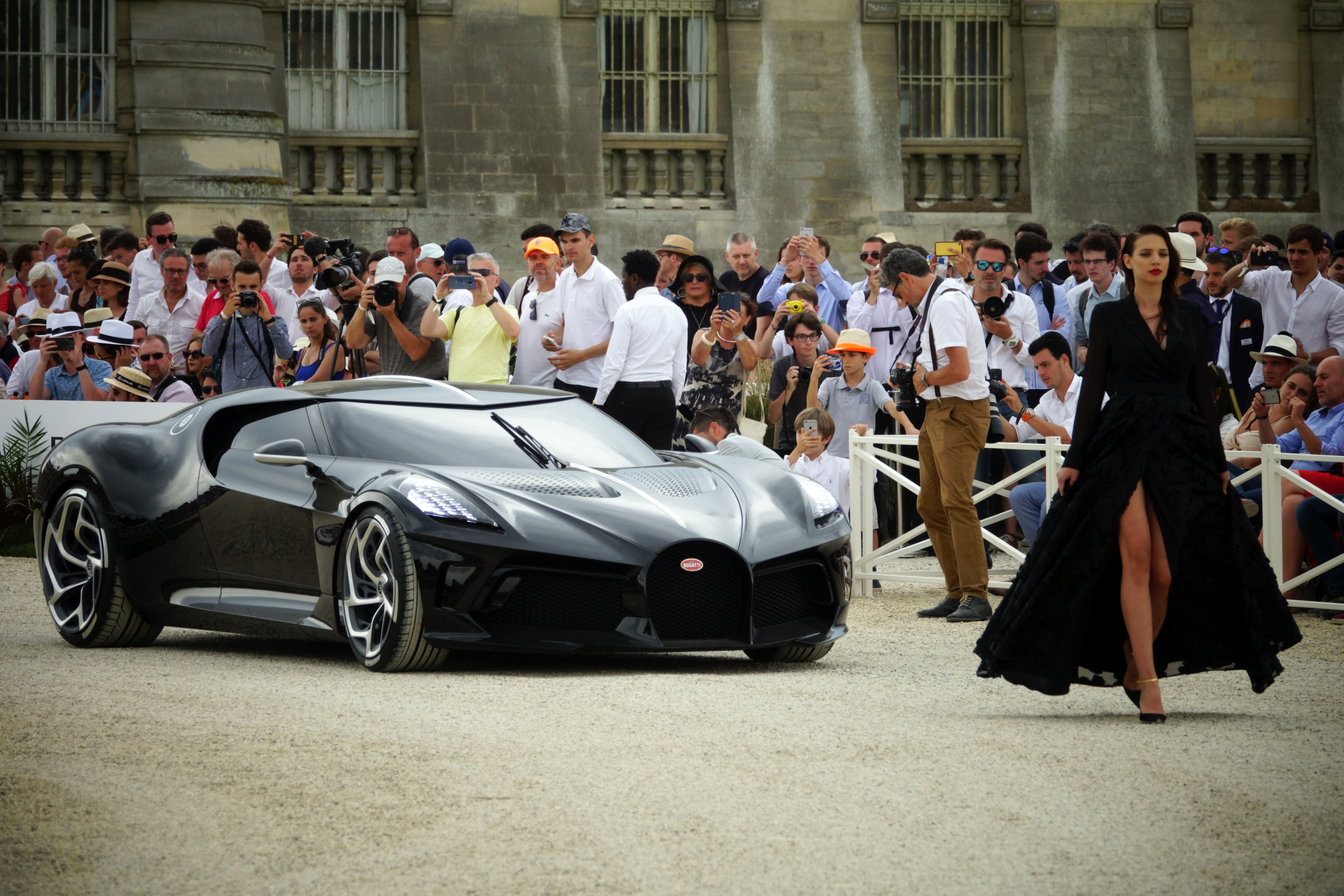
シャンティイ・アール・エ・エレガンス・リシャール・ミル2019

## 概要
一般的にはクラシックカーイベントの一種とされ、サーキットで走り込むミーティングや公道でのタイムラリーによる「ダイナミック（動的）イベント」に対して、こちらは静止状態で集うため「スタティック（静的）イベント」としてカテゴライズされる。多くの場合、モーターショーや自動車レースを筆頭とする一連の大規模な自動車イベントの中における一行事として、また特にアメリカでは慈善団体のための募金イベントとしても開催されている。あるいは小規模な地元組織やオーナーズクラブなどによって、限られたメンバーの間で私的に催されることもある。
古くは、コーチビルダーにオーダーメイドで製作させた自慢の自動車を紳士淑女が持ち寄りその美しさを競うコンクールであったが、現代では転じてクラシックカーのコンディションや時代考証の確かさなどを競うイベントとして認知されている。ただしクラシックカーといっても、大会によって出場できる年式や分類（高級車/大衆車）は異なり、一定の選考基準が存在する。大規模な大会では、年式とテーマによって分けられたそれぞれのクラス内で審査と受賞車の選出が行われ、イベントラストにフィナーレとして総合優勝車が選出される、といった形式が多く取られている。また他にも、自動車メーカーがニューモデルやコンセプトカーを会場で発表することがあり、新型車発表会というかつての伝統を蘇らせる意味として、また新旧の美しい自動車をそれぞれの時代のファンに向けて発信する新たな文化交流の場としても機能している。

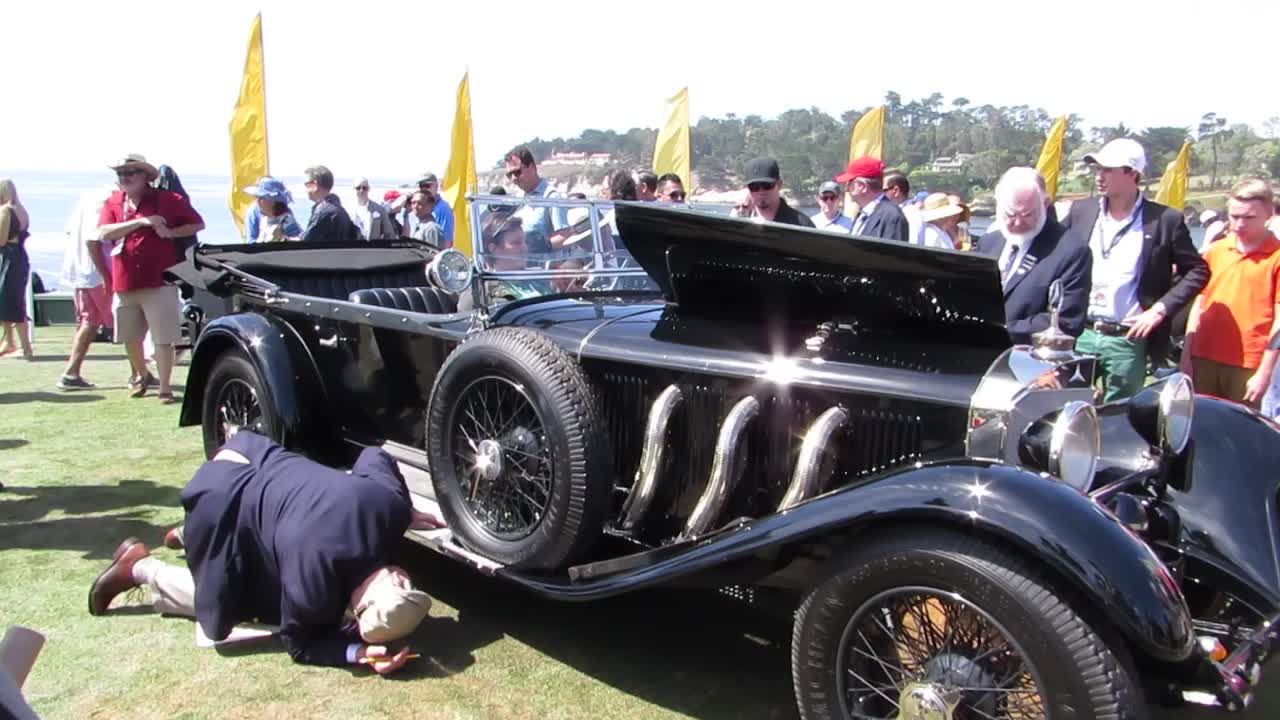
車両の隅々までチェックする審査員（ペブルビーチ・コンクール・デレガンス2015）。

通常は車両本体のコンディションや所有者の美的感覚（ボディカラー、etc.）などがその主な審査対象となる。ただしより権威のある著名な大会においては、車両の美しさだけでなく、個々の部品のオリジナリティやエンジンの挙動、さらにはレストアの経歴や車両独自のヒストリーまでもがその審査対象となり、それらは各国から選び抜かれたその道の専門家によって厳正に審査される。そのためこの厳しい審査を勝ち上がったトロフィークラスの自動車には、それ相応のステータスと資産価値が付与されることになる。
加えて著名な大会では、そういった破格な資産価値を持った出場車らのオーナーとして、世界各国から桁違いの富裕層や上流階級が会場に集う（この様相は大会における一種の伝統であり、古くから社交界・サロンとしての役割を担っていた）。それ故に大会によっては、限られたごく一部の者しか入場できない日にちを設けていたり、ドレスコードを定めている場合などもある。中でも富裕層へ向けた自動車のオークションは多くの大会で注目イベントとなっており、落札額も億単位はザラである（2017年のペブルビーチでは、メディアに注目されたたった9台の落札のみでも、その総額は約87億円に達した）。時代錯誤な権威主義とも思えるこの様相は、その一方では伝統的な西洋の自動車文化を体現するものであり、それによって大会自体を権威あるものとし、品位や優雅さを保守しているとも言える（ただし大会自体はつねづね大衆に開放的である）。あるいは、単に旧体制時代のヨーロッパ文化に対するノスタルジアという面も強くある。

## 歴史

### 語源

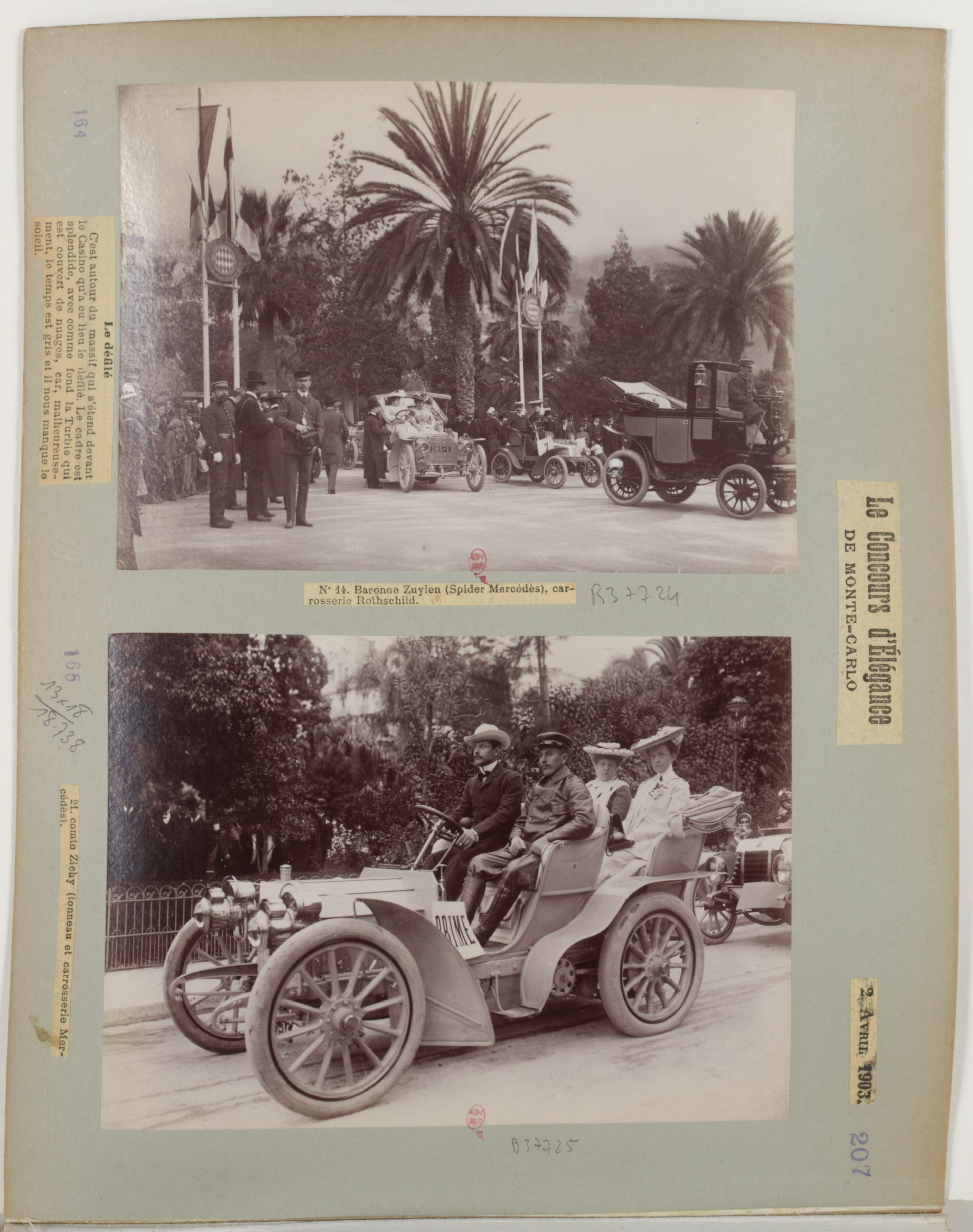
1903年のコンクール・デレガンス (モナコ/モンテカルロ)

フランスを起源とする用語で、"優雅さの競争"を意味する。その誕生は17世紀までさかのぼり、当時のフランス貴族たちが夏の週末と休暇中にパリの公園で馬車をパレードしたことに由来している。時が経つにつれて馬車は"馬なし馬車"となるが、それと同時にパレードは車両の所有者間でのコンクールへと変貌していき、そのコンクールでは車両の拵えの豪華さによって勝敗を判断するようなった。前述した通り、そうした車両の所有者は貴族や上流階級がほとんどであったため、拵えには気品や優雅さ（= エレガンス）が求められた。そしてそれが外面的な美しさに内包する「美」の根源として、大会における一種のコンセプトとなっていった。「コンクール・デレガンス」の名が実際に冠された自動車イベントは、早くも1901年にフランスのボルドーで開催が確認されている。

### ブームの兆し、そして全盛期へ

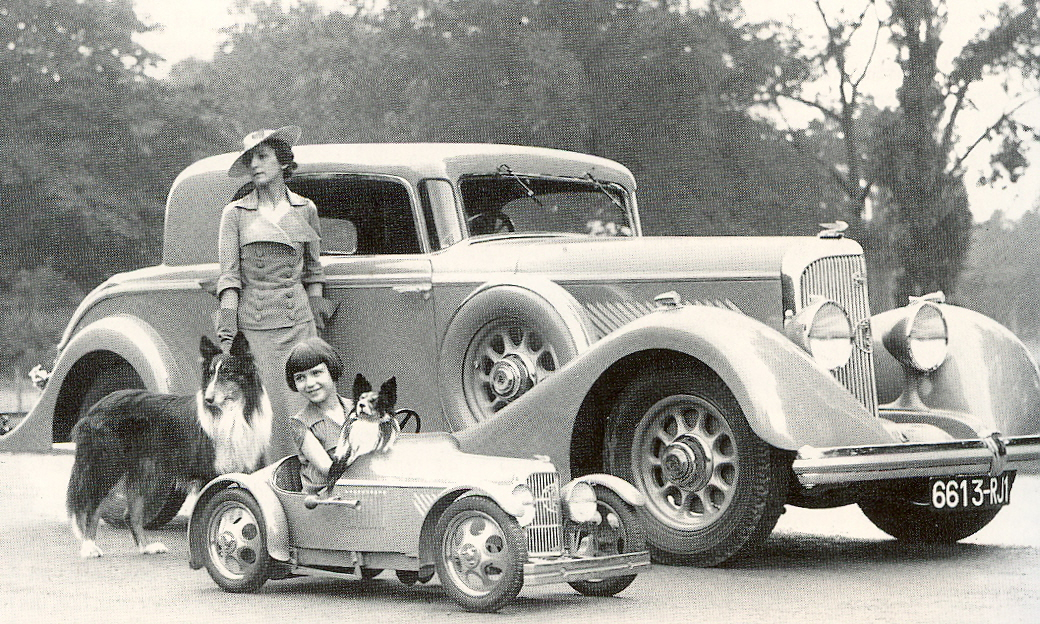
1934年にフランスのダンケルクで行われたコンクール・デレガンス優勝車（パナール・6CS）。

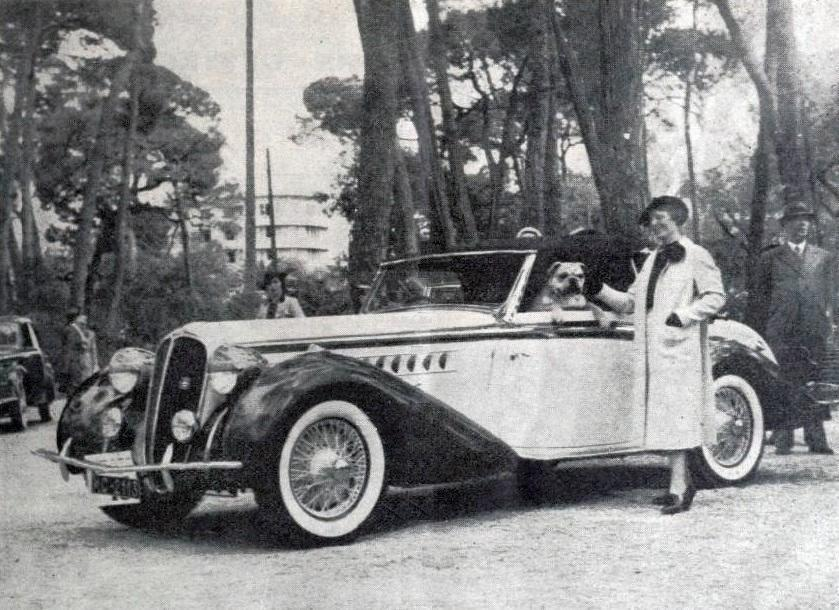
1938年にフランスのカンヌで行われたコンクール・デレガンス優勝車（ドライエ・135シリーズと思われる）。女性ドライバー、ルーシー・シェルと。

1920年代は、第１次大戦後の熱に浮かされたように、アメリカを発端とするいわゆるジャズ・エイジの到来によって、先進国には享楽的な20世紀消費文化が開花していた。その中で自動車には、空力とアール・デコ、そしてフトゥリズモによる「速度の美」の芸術思想から、「流線型デザイン」という新たなデザイン様式がもたらされた。この様式が自動車デザインの自由度を格段に向上させたことで、欧米のコーチビルダーたちはこぞって自動車美という新しい美を競い合い、その過熱さを増していくことになる。そこで自動車の美しさを競う大会であるコンクール・デレガンスが、欧米各国でかつてない気運の高まりと大盛況を迎えはじめたのは、まさしく必然的なことであった。フランス国内ではドーヴィル、ディナール、アルカション、ニース、カンヌ、ブローニュの森など、そして国外ではスイスのジュネーヴやイギリスのブライトン、モナコのモンテカルロなどで優雅な競争が繰り広げられた。なお1928年には、大富豪として知られる薩摩治郎八とその妻千代子がニース（カンヌとも言われる）の大会に出場、クライスラー・インペリアルで見事に優勝を飾っている。

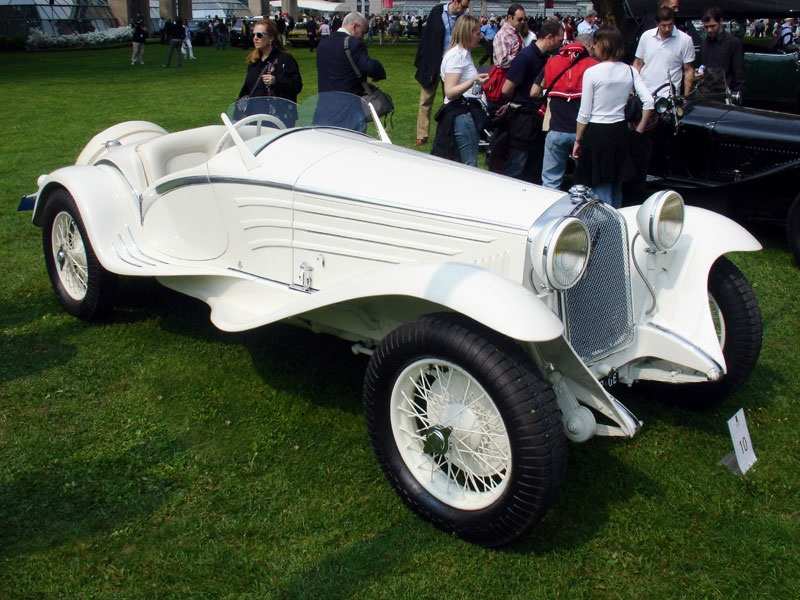
コンコルソ・デレガンツァ・ヴィラ・デステ1931の「コッパ・ドーロ」受賞車（アルファロメオ・6C1750）。

そしてこの時代の中でも著名であった大会の一つが、イタリアのコモ湖畔にある庭園公園ヴィラ・デステで行われた、「コンコルソ・デレガンツァ・ヴィラ・デステ（当時の名称は「コッパ・ドーロ・ヴィラ・デステ」）」であった。第一回は1929年9月に開催され、2020年現在では現存する最も古いコンクール・デレガンスとしてその名が知られている。しかし第1回の開催はウォール街にはじまる世界恐慌のたった2ヶ月前の出来事であり、以降は自動車生産の合理化が加速していくことになった。それにもかかわらず、コーチビルディングビジネスは無事に留まり、コーチビルダーたちは20年間の猶予を享受した。そして1930年代に彼らはおそらく比類のないまま残っている創造的な表現の高さに達する。ブガッティ、ドライエ、ドラージュ、イスパノ・スイザ、タルボ・ラーゴ、イソッタ・フラスキーニ、ロールス・ロイス、ベントレー、アルファロメオら高級車専門メーカーが、フィゴーニ・エ・ファラッシ、プルートー、レトゥノール・エ・マルシャン、コルシカといった名門コーチビルダーを従えて世に送り出した、車輪の上の彫刻とも言えるフラムボワイヤンな芸術品の数々がその証である。そのため第二次大戦が本格化する1940年までこの大会は継続的に開催され、そのコスモポリタンな性質と人気は依然と優れたレベルにあった。
当時の大会形式は、豪奢な衣装を身に纏った参加女性が自動車から降りてその脇に立ち（多くは洒落た犬を引き連れて）、優雅なポージングで立ち止まって審査員にアピールするという、現代のイベントコンパニオンの走りとも言えるものであった。これは、当時の曲線的な自動車デザインを女性の曲線的な美しさとして、"エレガンス"という視点からなぞらえたものでもあった。そのために大会は、自動車メーカーやコーチビルダーのみに留まらず、当時のファッションデザイナーにとっても自身の作品をアピールする重要な場として認識され、高級ファッションショーさながらのイベントとなっていた。ただし、その影響力の大きさ故にココ・シャネルは、"女性を自動車の販売促進のために利用している"として、その形式に対して批判的な立場を取った。

### 低迷期、そしてアメリカ時代へ

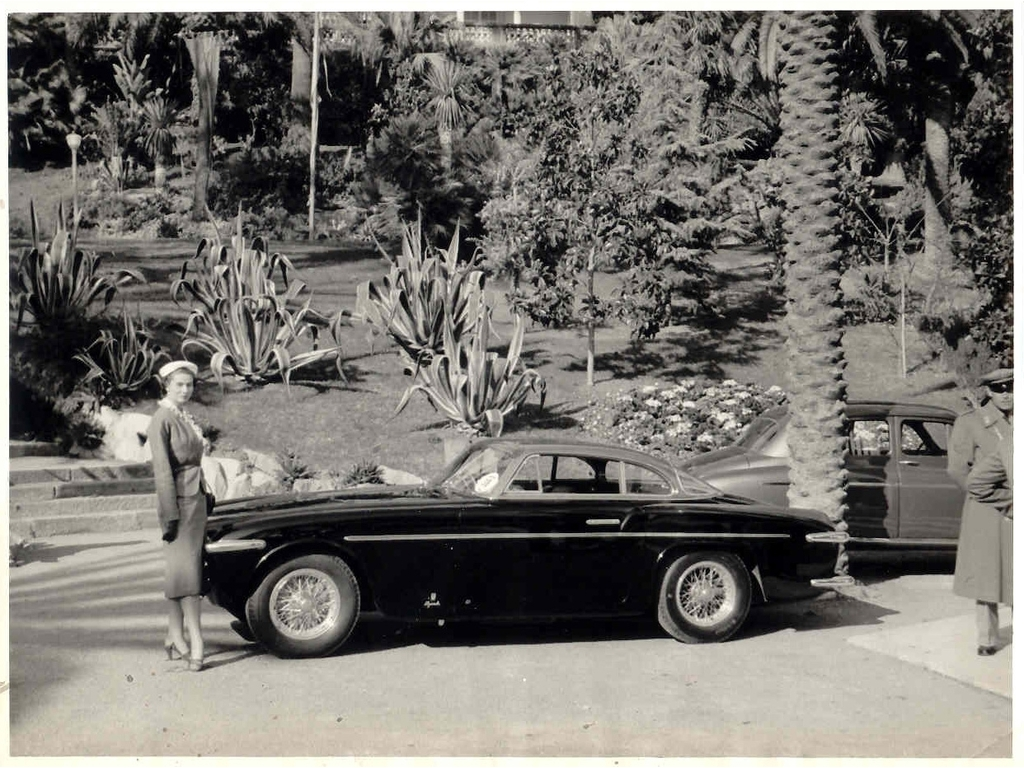
女優イングリッド・バーグマンとフェラーリ・212インテル（コンコルソ・デレガンツァ・サンレモ1954）

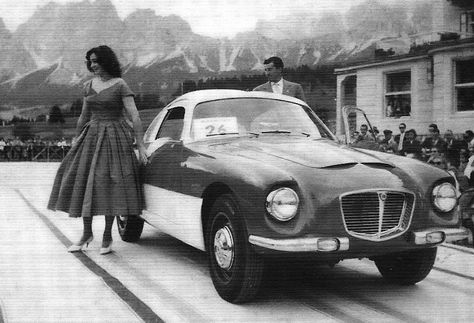
コンコルソ・デレガンツァ・コルティーナ・ダンペッツォ1956優勝車（ランチア・アッピア by ザガート）

コンクール・デレガンスに大きな転機が訪れたのは、戦後を迎えてからのことである。ヨーロッパにもたらした第二次大戦による急激な経済後退は、支配的な地位と富を謳歌していたヨーロッパの貴族階級やブルジョワジーたちにその勢力と経済基盤を大幅に損なわせ、アンシャン・レジームの崩壊を招いた。或いは、当時の数少ない富裕層たちにとっても、激動の時代の中で自動車に対して資金と時間を割くほどの余裕は甚だ持ち合わせていなかった。それ故に彼らを顧客としていたブガッティをはじめとする老舗高級車専門メーカーたちは、たちまち大規模量産メーカーへと苦渋の変節を、あるいは倒産という最悪の選択を強いられることになる。また技術面ではモノコックボディが業界の主流となりはじめたことから、前述の状況と併せて、コーチビルディングビジネスも大打撃を受けることになった。コンクール・デレガンスの出場車の多くは彼らによるワンオフやカスタムボディであったため、その影響が大会の勢いを急速に衰えさせたであろうことは想像に難くない。ヴィラ・デステもその例に漏れず、1951年には無期限の延期が発表された。そして後にヨーロッパが経済の復興を成し遂げたところで、諸所の大会にかつてのような影響力や華やかさが戻ることはなく、その後の欧州には低迷期と言わざるを得ないような状況が長らく続くことになる（ただし大会自体は小規模ながら各地で度々開催されていた）。

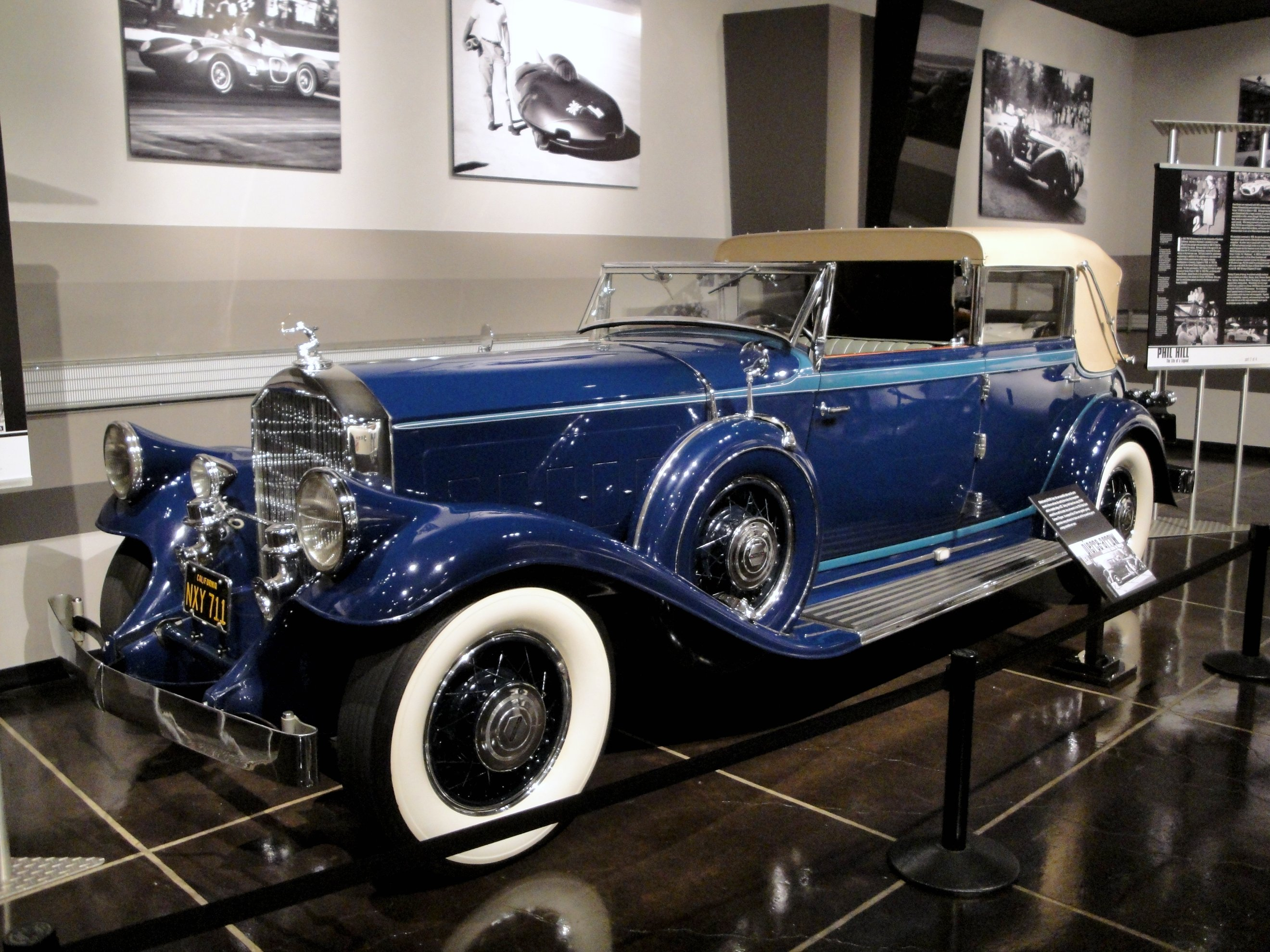
ペブルビーチ・コンクール・デレガンス1955の総合優勝車（ピアスアロー・モデル41 by ルバロン（1931年製））。オーナーはフィル・ヒル。この車両の優勝は、大会の趣旨をクラシックカーイベントへと変えるその後の大きな流れを作った。

ヨーロッパがそのような状況であった一方で、1950年にはアメリカで新たなコンクール・デレガンスが催された。それが、米国屈指の名門ゴルフコース、ペブルビーチ・ゴルフリンクスで行われた、「ペブルビーチ・コンクール・デレガンス」である。その経緯は、「ペブルビーチ・ロードレース」と呼ばれるカリフォルニア州における自動車レースの開催が決定した際に、モータースポーツのより社会的で優雅な側面を強調するためにイベントの一つとして追加されたものであった。そのため初期はレースが主なイベントであり、コンクールはあくまでも余興に近い小規模なものであったという（第1回の参加台数はわずか13台であった）。しかし開催する度に参加台数は増加していき（第3回には展示台数が100台を超える）、ペブルビーチは世界でも有数の規模を誇る大会へと変化していくことになる。この欧州からアメリカへの中心地のシフトは、戦後に自動車文化のイニシアティブが欧州からアメリカへと移行したことを意味するとされ、またそれに伴って"自動車の美の震源"までもが同時に移行したようにも認識されている。ただし後者に関して言えば、実際にはこの大会の優勝車がアメリカンな新型のフルサイズ高級車たちに独占されるというようなことはなく、1955年以降にはもはや以前の欧州と同じように戦前の自動車がその総合優勝の地位を独占していく状況であった。逆に初回から1954年までの大会で総合優勝を果たした戦後車両（当時の新型車）においても、初回におけるペブルビーチ・ロードレース開催記念碑的なアメリカのスポーツカー、エドワーズ・R-26の優勝を除けば、残り4回はジャガーやオースチン・ヒーレーといった欧州車が受賞していた。そういった意味では、この大会は、同時期にアメリカ国内で発生した他の自動車競技（ドラッグレースやストックカーなど）と比べるとヨーロッパ色の強いものであった。
その後もアメリカ国内のコンクール・デレガンスは順調に回数を重ねていき、開催地も増加していった。2020年現在まで世界で最も継続して開催されている大会はカリフォルニア州の「ヒルズバラ・コンクール・デレガンス」となり、2019年の時点で第63回を迎えている（1956年より毎年欠かさず開催。ただし2020年はCOVID-19で中止が決定されたため、そのカウントはストップとなる）。ちなみに日本では、1963年に濱徳太郎らによって「第一回 CCCJ（日本クラシックカークラブ）コンクール・デレガンス」が催されており、その後第6回までは開催が確認されている（第6回には俳優の三船敏郎が愛車MG-TDで大会に参加している）。

### 復活の兆し、そして新たな黄金時代へ
1980年代後半に差し掛かると、ヨーロッパ各国でクラシックカーへの関心がより一層の高まりを見せるようになる。各国の組織・団体でミーティング・ラリーイベントが大々的に執り行われていき、アートとしての側面もより注視されるようになった。その中でかつてのコンクール・デレガンスに対しても彼らからの注目が集まりはじめるのは何ら不思議なことではなく、ましてやアメリカでは当時からクラシックカーイベントとして既に隆盛していたわけであるから、その注目度は尚更高いものとなっていた。そこで、かつてヨーロッパ一華やかであったと言われるヴィラ・デステの大会が再び静かに動き出すことになったのである。復活の最初の試みは1986年に行われた。このイベントではやはりペブルビーチなどと同様に、新型車ではなく、往年のクラシックカーが取り上げられることになった。その後は再び9年の休止期間を迎えることになったが、1995年には新たに正式なものとして開催される。その後は順調に回数を進め（1998年は開催されず）、徐々にかつての華やかさを取り戻していった。

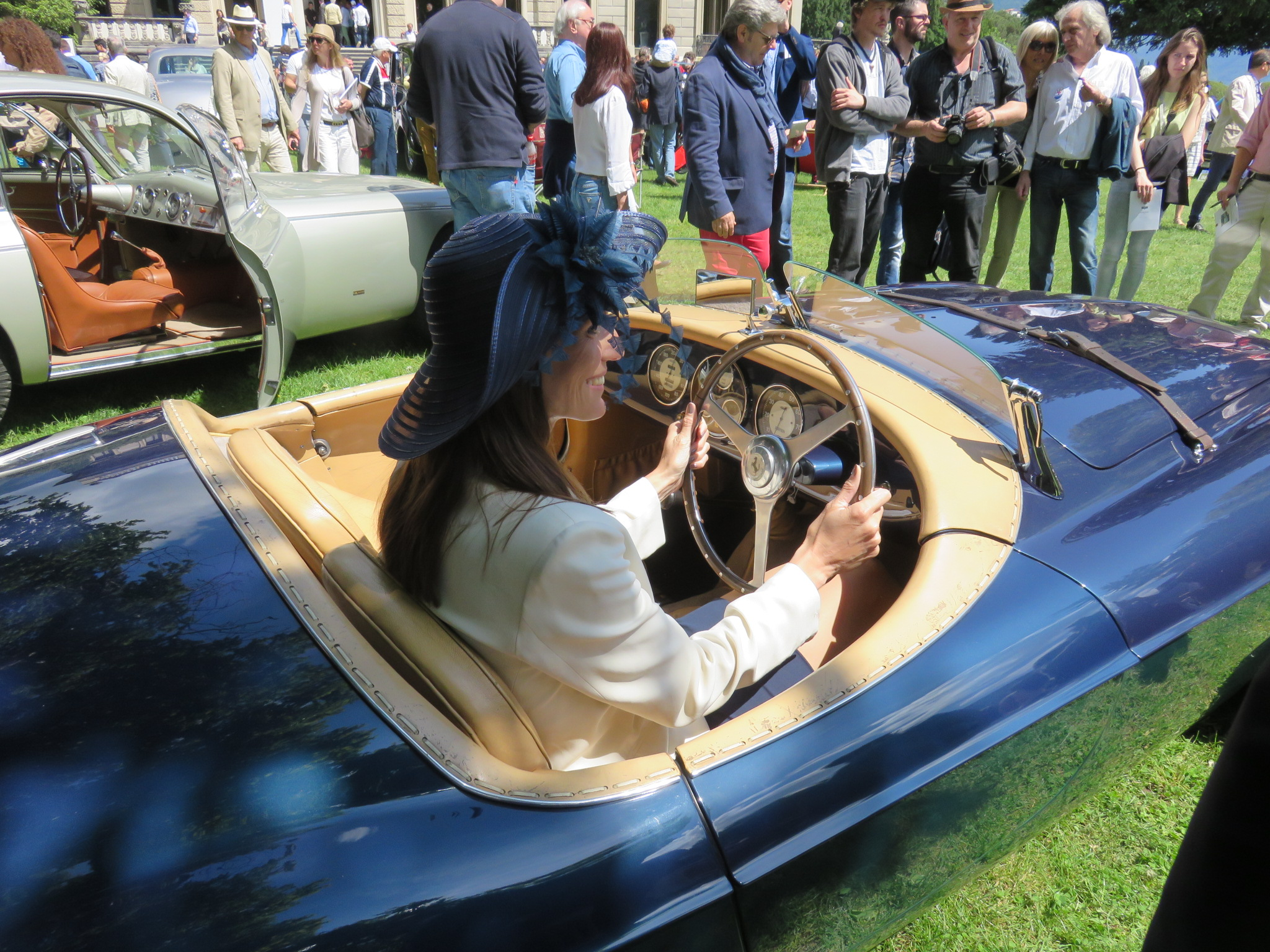
ヴィラ・デステ2015のワンシーン。フェラーリ・166MMのハンドルを握る女性の装いは、往年の煌びやかなコンクール・デレガンスを想わせる。

2000年に迫る頃には、ヴィラ・デステやペブルビーチはその地位を確固たるものにし、ロレックスやBMWといった一流企業がそれぞれ協賛・後援を発表した。2010年代になるとコンクール・デレガンスは新たな黄金時代を迎え、フランス、イギリス、モナコ、スイスといったかつての中心的な開催国での復活はもちろんのこと、他のヨーロッパ各国、またカナダ、オーストラリア、日本、インド、ケニア、アラブ首長国連邦といった地域にまで、その名が冠された大規模なイベントが開催されるに至っている。

## ザ・ペニンシュラ・クラシックス
2015年に設立された、コンクール・デレガンスにおける事実上の世界選手権大会である。世界中から招待された約25人の審査員によって、各国の著名なコンクールで前年に優勝した車両8台の中から「ベスト・オブ・ザ・ベスト」として1台が選出され、毎年2月にザ・ペニンシュラ・パリなどで発表される。審査員としては、マイケル・オブ・ケント王子、第11代リッチモンド公爵、イアン・カラム、クリス・バングル、フラビオ・マンツォーニ、ラルフ・ローレン、ジェイ・レノ、中村史郎、奥山清行などの名が2020年現在までに挙げられている。
著名なコンクールとしては、一般的にはFIVA（国際クラシックカー連盟）に公認されたイベントが格式ある国際コンクールとして認識されているが、その中でも「ベスト・オブ・ザ・ベスト」の選考規定として挙げられている大会は、以下の8つ（9つ）である。
- アメリア島・コンクール・デレガンス - Amelia Island Concours d'Elegance - 3月、アメリカ/ザ・リッツ・カールトン・アメリアアイランド（フロリダ州）
- コンコルソ・デレガンツァ・ヴィラ・デステ（リンク）- Concorso d'Eleganza Villa d'Este - 5月、イタリア/エステ家別荘庭園（コモ湖畔）
- グッドウッド・カルティエ・スティル・エ・リュクス（リンク）- Goodwood Cartier Style et Luxe - 7月、イギリス/グッドウッド・サーキット
- ザ・クエイル・モータースポーツ・ギャザリング - The Quail, A Motorsports Gathering - 8月、アメリカ/クエイル・ロッジ&ゴルフクラブ（カリフォルニア州）
- ペブルビーチ・コンクール・デレガンス（リンク）- Pebble Beach Concours d'Elegance - 8月、アメリカ/ペブルビーチ・ゴルフリンクス
- サロン・プリヴェ・コンクール・デレガンス - Salon Privé Concours d'Elégance - 9月、イギリス/ブレナム宮殿
- コンクール・オブ・エレガンス・ハンプトンコート宮殿 - Concours of Elegance Hampton Court Palace - 9月、イギリス/ハンプトンコート宮殿
- シャンティイ・アール・エ・エレガンス・リシャール・ミル - Chantilly Arts & Elégance Richard Mille - 7月または9月（隔年開催）、フランス/シャンティイ城
- パームビーチ・キャバリーノ・クラシック - Palm Beach Cavallino Classic - 12月、アメリカ/パームビーチ、クラシック・フェラーリのみが対象のコンクール

そしてこれらの中でも最も格式ある2大大会として認知されているのが、ペブルビーチとヴィラ・デステである。

### 「ベスト・オブ・ザ・ベスト」受賞車の一覧
| 受賞年度 | 画像（実車） | 年式   | メーカー         | モデル                                   | コーチビルダー             | オーナー                                            | 優勝大会                 |
| -------- | ------------ | ------ | ---------------- | ---------------------------------------- | -------------------------- | --------------------------------------------------- | ------------------------ |
| 2015年   |              | 1937年 | タルボ・ラーゴ   | T150-CSSクーペ                           | フィゴーニ・エ・ファラッシ | Peter and Merle Mullin                              | グッドウッド2015         |
| 2016年   |              | 1954年 | マセラティ       | A6GCS/53 ベルリネッタ                    | ピニンファリーナ           | Timm Bergold                                        | ヴィラ・デステ2016       |
| 2017年   |              | 1936年 | ブガッティ       | タイプ57SC アトランティーク・クーペ      | ジャン・ブガッティ         | Mullin Automotive Museum, and Rob and Melani Walton | シャンティイ2017         |
| 2018年   |              | 1937年 | アルファロメオ   | 8C 2900B ベルリネッタ                    | トゥーリング               | David and Ginny Sydorick                            | ペブルビーチ2018         |
| 2019年   |              | 1958年 | フェラーリ       | 335S スパイダー                          | スカリエッティ             | Andreas Mohringer                                   | キャバリーノ2019         |
| 2020年   |              | 1954年 | フェラーリ       | 750 モンツァ                             | スカリエッティ             | Tom Peck                                            | キャバリーノ2020         |
| 2021年   |              | 1956年 | フェラーリ       | 250GT ベルリネッタ・コンペティツィオーネ | スカリエッティ             | Brian Ross                                          | ヴィラ・デステ2021       |
| 2022年   |              | 1938年 | ドラージュ       | D8-120 S カブリオレ                      | ド・ヴィラール             | Fritz Burkard                                       | ハンプトンコート宮殿2022 |
| 2023年   |              | 1935年 | デューセンバーグ | モデルSJ                                 | ガーニー・ナッティング     | Bill H. Lyon                                        | ヴィラ・デステ2023       |
| 2024年   |              | 1964年 | フェラーリ       | 250LM                                    | ピニンファリーナ           | Chris Cox                                           | キャバリーノ2024         |

## ペブルビーチ・コンクール・デレガンス
毎年8月に1週間開催される、「モントレー・カーウィーク」の中の1イベントである。カーウィークの最終日かつ唯一の休日である日曜日に開催されるため、一連イベントのフィナーレとして認識されている。会場のペブルビーチ・ゴルフリンクスは全米オープンが開催されるほどの名門コースであるが、そのゴルフ場が一年で唯一休業するのがこの大会開催日である。現存する中で最も開催回数の多いコンクールであり（2019年大会で第69回を迎えた）、規模も最大級を誇る。会場の様子はアメリカらしく比較的自由度がありカジュアルな雰囲気が漂うが、出場車はさすがに一級品が揃っている。
1000台以上のエントリーから、有識者で構成される選考委員会の選考によって約200台に絞られ、ペブルビーチ・ゴルフリンクス18番ホール周辺につくられた特設会場に出展を許可される。木曜日には「ツール・デレガンス」と呼ばれるイベントが行われ、コンクール・デレガンスに出展する自動車がラリーを行う。この様子も審査員による採点の対象となる。大会形式は、時代や車種の区分によって29のクラス（2019年時点）に分けられており、その中からそれぞれクラスウィナーが選出される。つまり受賞車は29台となる。そして最後にクラスウィナーの中から至高の1台が選ばれ、「ベスト・オブ・ショー」としてその年の総合優勝車が決定される。
審査員数も非常に多く、主に2つのカテゴリに分類されている。車両の保存状態やオリジナリティを審査するクラスジャッジと、車両の美しさや優雅さを審査する名誉審査員である。クラスウィナーと「ベスト・オブ・ショー」のどちらの決定にも、この2種類の審査が統合して行われる。名誉審査員には日本人も含まれ、元日産デザイナーの中村史郎やゲームソフト「グランツーリスモシリーズ」の製作者である山内一典が参加している（2019年時点）。

### 「ベスト・オブ・ショー」受賞車の一覧
en:List of Pebble Beach Concours d'Elegance Best of Show winnersを参照。

## コンコルソ・デレガンツァ・ヴィラ・デステ
2020年現在、現存する最古のコンクール・デレガンスである。規模の大きさはペブルビーチに劣るものの、その格式の高さはペブルビーチと双璧をなすもので、こちらの方がさらにエレガントとも言われる。大会は土曜日と日曜日に分けて行われるが、土曜日は出展車関連の人々と世界から招待された審査員、そしてメディア関係者のみに限られるというのが、そのエクスクルーシブな雰囲気を有する所以である。もちろん日曜日には一般開放され、誰もが出場車を観覧できる。
エントリーされた200台の中から約50台が厳選されるが、それらは全てFIVAの認定書を有した由緒ある車両である。大会形式は、「ベスト・オブ・ショー」、「デザイン・アワード」、そして16歳以下による投票賞と、クラスA - Hに分けられた8つの賞、またスポンサーなどによる賞がいくつかあり、それぞれに1台が選出される（2019年時点）。「ベスト・オブ・ショー」は、13人の審査員投票によるものと、土曜日の招待者投票によるもの、日曜日の一般来場者投票によるものの計3つの賞に分けられ、審査員投票によるものは「Trofeo BMW Group」、土曜日の招待者投票によるものは「Coppa d’Oro（コッパ・ドーロ）」、日曜日の一般来場者投票によるものは「Trofeo BMW Group Italia」とそれぞれ表記される。「デザイン・アワード」は最新のコンセプトカーやプロトタイプに対して贈られる、一般来場者投票による賞である。クラスA - Hではそれぞれのテーマに沿った自動車が審査員によって2台ずつ選出される（優勝と準優勝）。16歳以下による投票賞は、16歳以下の一般来場者による投票で、「Trofeo BMW Group Ragazzi」と表記される。スポンサーなどによる賞は来場したその招待者らの投票によってそれぞれ選出される。
自動車評論家の小林彰太郎は、生前にこの大会の数少ない審査員の一人として参加していた。

### 「ベスト・オブ・ショー」受賞車の一覧
en:Concorso d'Eleganza Villa d'Este#List of Winnersを参照。